# Most (Chéquia)
Most é uma cidade checa localizada na região de Ústí nad Labem, distrito de Most.